# Pseudagrion calosomum
Pseudagrion calosomum là một loài chuồn chuồn kim trong họ Coenagrionidae.
Pseudagrion calosomum được Lieftinck miêu tả khoa học năm 1936.